# Guillaume Belèze
Guillaume Louis Gustave Belèze (1803-1878) est un essayiste polymathe et pédagogue français.

## Biographie
Belèze est un ancien élève de l'École normale supérieure.
À partir de 1831 et jusqu'en 1852, il est directeur des études de l'Institution Morin, dans la maison parisienne, 29 rue Louis-le-Grand ; il avait épousé la fille du fondateur de cet établissement, Prosper-Henri Morin, qui préparait entre autres les élèves au concours de l'École polytechnique. 
Porté par la loi Guizot, chargé de l'instruction élémentaire, il développe une pédagogie variée. Chacun de ses cours se terminait par des interrogations orales ludiques. Son engagement envers l'éducation des enfants et des adolescents, basée sur l'écoute et l'éveil de la curiosité, reste exemplaire et est saluée très tôt par la presse. Sa première série d'ouvrages, un Nouveau Cours complet d’enseignement élémentaire à la portée des enfants, comprend vingt volumes qui couvrent toutes les matières. S'ensuivent de nombreux autres, dont des dictionnaires, ouvrages qui furent réédités jusqu'au début du siècle suivant. Il collabore également au Journal pour tous.
Le 15 août 1869, il est nommé chevalier de la Légion d'honneur.
Sa fille, Marguerite Belèze, est devenue une botaniste réputée.

## Extrait de son œuvre
- Xénophon. Apologie de Socrate, expliquée en français, Jules Delalain, 1829.
- Petit Dictionnaire de la langue française, 1847.
- Syllabaire et premières lectures, Delalain, 1849.
- Jeux des adolescents, illustré de 140 vignettes, L. Hachette, 1856 — sur Gallica.
- Dictionnaire universel de la vie pratique à la ville et à la campagne, Hachette, 1859.
- Le Livre des ménages : nouveau manuel d'économie domestique, Hachette, 1860.
- Dictionnaire des noms de baptême, Hachette, 1863.
- Dictionnaire de l'instruction primaire, éducation, enseignement, législation, à l'usage des instituteurs et des institutrices, des inspecteurs primaires et des délégués cantonaux, Delalain, 1877.